# Lộc Hàm
Lộc Hàm (tiếng Trung: 鹿晗; bính âm: Lù Hán; tiếng Hàn: 루한; Romaja: Ru Han; sinh ngày 20 tháng 4 năm 1990) là ca sĩ, vũ công, diễn viên người Trung Quốc, cựu thành viên của nhóm nhạc Hàn Quốc EXO và nhóm nhỏ EXO-M.

## Tiểu sử
Lộc Hàm sinh ra và lớn lên tại Bắc Kinh, Trung Quốc. Anh là con một trong một gia đình quân nhân, từ nhỏ đã được bố mẹ gửi vào học tại các trường nội trú. Bối cảnh gia đình của anh hiện không được công khai. Năm 2002, Lộc Hàm bắt đầu yêu thích bóng đá, anh là fan trung thành của Manchester United. Lộc Hàm với tư cách là đội trưởng của một đội bóng, đã dẫn dắt đội của mình giành được chức vô địch bóng đá của trường. Trong thời gian đi học Lộc Hàm cũng tham gia các hoạt động nghệ thuật tại trường, từng thành lập ban nhạc riêng trong đó anh là ca sĩ chính và phát hành những đĩa nhạc tự thu âm. Lộc Hàm cũng có Fanclub riêng từ lúc còn đi học.

## Sự nghiệp

### 2008 - 2010: Du học Hàn Quốc và trở thành thực tập sinh
Sau khi tốt nghiệp cấp ba tại trường Trung Học Thực Nghiệm Ngoại Ngữ Hải Điến, Lộc Hàm lên đường đến Hàn Quốc du học theo diện du học sinh trao đổi với Đại học Yonsei, sau đó chính thức nhập học tại Học Viện Nghệ Thuật Seoul. Năm 2010, Lộc Hàm được phát hiện bởi một nhà tìm kiếm ngôi sao tài năng của công ty SM Entertaiment trong khi anh đang đi mua sắm ở chợ Dongdaemun cùng với một người bạn. Lộc Hàm được mời tham gia thử giọng tại SM Casting System và chính thức trở thành thực tập sinh của SM Entertaiment.

### 2011 - 2014: Thành viên EXO và nhóm nhỏ EXO-M
Sau hơn 2 năm luyện tập, Lộc Hàm đã vượt qua hàng ngàn thực tập sinh khác để giành được suất debut vào nhóm nhạc mới của công ty SM Entertaiment là nhóm EXO

Lộc Hàm tại hoạt động của thương hiệu Audemars Piguet

Lộc Hàm là thành viên thứ 2 trong số 12 thành viên của EXO được chính thức giới thiệu với khán giả vào ngày 27/12/2011 Lộc Hàm đảm nhận vị trí Center, Main Vocalist, Lead Dancer và Visual của nhóm. Lộc Hàm chủ yếu hoạt động trong nhóm nhỏ EXO-M tại thị trường Trung Quốc. 
- Lộc Hàm lần đầu tiên biểu diễn trên truyền hình trong sự kiện âm nhạc Gayo Daejun của SBS vào ngày 29/12/2011. Cùng với các thành viên cùng nhóm Tao, Chen và Kai
- Anh cũng nằm trong nhóm nhạc đặc biệt của SM Ent Younique Unit thể hiện single MAXSTEP

- Vào ngày 30/1/2012, " WHAT IS LOVE " của EXO-M đã được chính thức phát hành. Ca khúc do Lộc Hàm và thành viên cùng nhóm Chen thể hiện. Một trong những ca khúc được đánh giá cao, thể hiện được chất giọng ngọt ngào của Lộc Hàm.

- Lộc Hàm chính thức xuất hiện trên sân khấu vào showcase debut của EXO với tên gọi LuHan (Tên tiếng Anh của Lộc Hàm) vào ngày 31/03/2012.

- EXO-M đã cho ra mắt đĩa đơn đầu tiên "MAMA" vào ngày 8/4/2012, MV MAMA xuất hiện trước đó vào ngày 7/4/2012
- Album phòng thu đầu tiên của nhóm XOXO được phát hành vào ngày 3/6/2013
- Đĩa đơn "Growl" ra mắt vào ngày 5/8/2013
- Đĩa đơn thứ hai "Miracles in December" được phát hành tháng 4/12/2013
- Đĩa đơn thứ ba "Overdose" của EXO ra mắt vào ngày 7/5/2014

Lộc Hàm đã cùng với EXO giành được rất nhiều giải thưởng âm nhạc lớn tại Hàn Quốc và Trung Quốc. Ngoài ra trong năm 2014 Lộc Hàm cũng tham gia quay Movie đầu tay "Back to 20" phiên bản Trung. 
- Ngày 24/5/2014, cùng nhóm thực hiện tour lưu diễn châu Á đầu tiên.
- Ngày 10/10/2014 Do vấn đề sức khỏe, Lộc Hàm đệ đơn kiện SM Entertaiment yêu cầu chấp dứt hợp đồng độc quyền, chính thức rời EXO và sau đó trở về quê nhà ở Bắc Kinh dưỡng bệnh. Lộc Hàm đã đăng một bài trên Weibo cá nhân "Tôi về nhà rồi" cũng vào ngày hôm đó để gửi lời thông báo đến người hâm mộ.

### 2014 đến 2016: Người đầu tiên mở ra thời kỳ lưu lượng
Năm 2014, Lộc Hàm đã giành một khoảng thời gian dưỡng bệnh trước khi trở lại với công việc. Anh tham gia quảng bá Movie "Back to 20" (Trở về tuổi 20), đồng thời thể hiện ca khúc nhạc phim "Our Tomorrow" trên một vài chương trình âm nhạc. Cuối năm 2014, Lộc Hàm chính thức bắt đầu sự nghiệp cá nhân ở quê nhà. Lộc Hàm đã giành được giải thưởng "Ngôi sao danh giá nhất" cùng với Phạm Băng Băng tại Đại hội Baidu Moments. Giải thưởng được dựa trên dự toán của trang tìm kiếm Baidu về sự phổ biến thông qua số lượng các tìm kiếm trên mạng Internet, được nhắc đến và phiếu bầu chọn. Anh cũng giành được giải thưởng "Thần tượng phổ thông châu Á" (Asia Popular Idol) tại lễ trao giải cuối năm của trang video iQiyi.

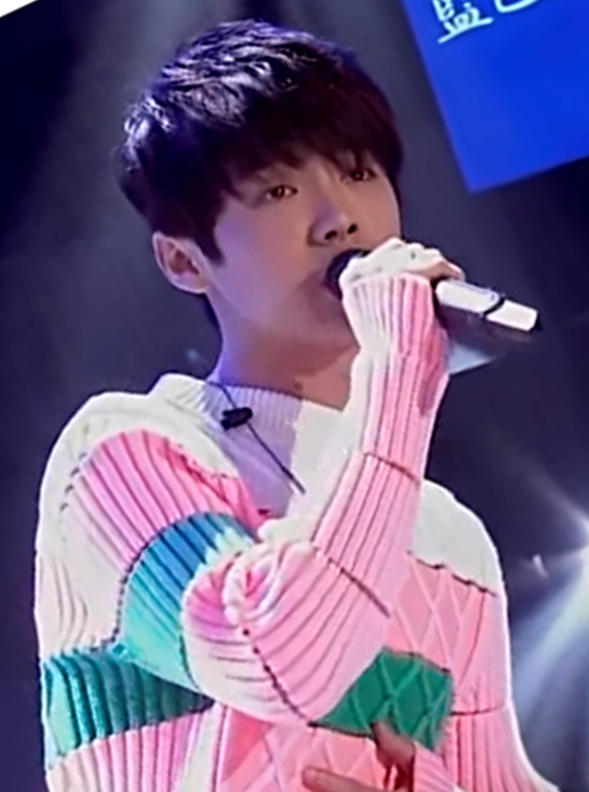
Luhan biểu diễn "Our Tomorrow" tại Dream Star Partner vào tháng 1 năm 2015

Năm 2015, Album "Reloaded I" của Lộc Hàm đã bán được 1 triệu bản, vinh dự trở thành nghệ sĩ Trung Quốc đầu tiên nhận danh hiệu Đĩa bạch kim. Khoảng đầu năm 2016, album chính thức cán mốc 2 triệu bản, nhận được Đĩa đôi bạch kim, chứng minh sức hút không nhỏ của Lộc Hàm. Đến tháng 6/2016, "Reloaded I" đạt 3 triệu bản, là album đầu tiên trong lịch sử của QQ Music trở thành đĩa nhạc điện tử kim cương. Anh còn liên tiếp đứng đầu bảng xếp hạng Nghệ sĩ 9x quyền lực nhất Trung Quốc trong nhiều tháng nay. Lộc Hàm hoàn thành vai trò của mình trong lần diễn xuất lần đầu tiên trong phim Trung Quốc "Back to 20" (Trở lại tuổi 20), đã được phát hành vào tháng 1 năm 2015 đạt doanh thu 366 triệu NDT. Bộ phim điện ảnh remake "The Witness" (Tôi là nhân chứng) công chiếu vào tháng 10 năm 2015 đã thành công ngoài mong đợi với lợi nhuận khổng lồ đối với thể loại phim này (215 triệu NDT). Lộc Hàm còn giành được danh hiệu "Weibo King" tại Đêm hội Weibo. 
Ngày 25 tháng 9 năm 2015, Lộc Hàm tổ chức mini concert đầu tiên. Cùng ngày đó, Guiness World Records chính thức tuyên bố bài viết có tiêu đề "That's why I love Manchester United" (Lý do vì sao tôi yêu Manchester United) mà Luhan đăng vào tháng 9/2012, tính đến ngày 2 tháng 9 năm 2015 đạt tổng số lượng bình luận là 100 252 605 lượt đã phá vỡ kỉ lục 13 triệu bình luận của anh năm ngoái.
Năm 2016, Lộc Hàm tổ chức thành công viên mãn với Solo concert đầu tiên của mình. Concert được tổ chức trong 3 trạm lần lượt tại Bắc Kinh, Quảng Châu và Thượng Hải. Trong ngày 26 tháng 3 anh tiếp tục nhận được Kỉ lục Guinness Thế giới lần thứ 4 về Số lượng người đeo gạc nai nhiều nhất tại một địa điểm (1731 người).
Ngày 22 tháng 8 năm 2016, bộ phim Đạo Mộ Bút Ký do anh tham gia và thủ vai Ngô Tà đã đạt được doanh thu trên 1 tỷ NDT. Anh được đề cử 2 giải Ca khúc phim điện ảnh Trung quốc xuất sắc nhất và "Diễn viên mới xuất sắc nhất" tại giải thưởng Hoa Đỉnh vào 7/9/2016.
Về mảng tạp chí, Lộc Hàm là là nam minh tinh châu Á đầu tiên xuất hiện trên bìa tạp chí ELLE số tháng 2/2015 (Tạp chí ngũ đại nam), năm 2016 Lộc Hàm cũng là minh tinh mở khóa số đầu tiên của tạp chí Vogue Me.
Trong một phỏng vấn Sina - Weibo từng nhắc đến Lộc Hàm là nghệ sĩ đầu tiên mở ra thời kỳ lưu lượng của Trung Quốc.

### 2017 - nay: Phát triển song hành âm nhạc và phim ảnh
Năm 2017, bộ phim truyền hình đầu tay của Lộc Hàm được chính thức phát sóng trên đài truyền hình Hồ Nam khung giờ khuya. Trạch Thiên Ký đã giúp danh tiếng của Lộc Hàm ngày càng vươn xa, thu về hơn 2 triệu fan sau khi bộ phim được phát hành. Đây cũng là bộ phim đạt TOP 4 phim có lượt xem cao nhất mọi thời đại tại Trung Quốc với hơn 30,22 tỷ, rating trung bình đạt 1,12% CSM52. Năm 2017 Lộc Hàm liên tục phát hành các sản phẩm âm nhạc mới, đồng thời phát hành Album physical thứ 2 "XXVII".
Năm 2018, Lộc Hàm trở lại màn ảnh nhỏ với vai diễn Minh Thiên trong bộ phim đề tài thanh xuân "Điềm Mật Bạo Kích". Bộ phim kết thúc phát sóng tính đến nay đạt 8,14 tỷ lượt xem. Rating trung bình 1,62% trên toàn quốc, 0,83% trên CSM52. Cuối năm 2018 Lộc Hàm cũng thực hiện thành công tour lưu diễn toàn quốc với 3 trạm Bắc Kinh, Hàng Châu, Thâm Quyến thu hút hơn 134.000 lượt khán giả đến xem. Trong năm nay Lộc Hàm cũng chính thức trở thành người phát ngôn Trung Quốc đầu tiên của thương hiệu đồng hồ Thụy Sĩ Audemars Piguet.
Năm 2019, Lộc Hàm tham gia hội nghị SIHH tại Geneve Thụy Sĩ với tư cách là đại diện của thương hiệu đồng hồ Audemars Piguet vào ngày 14/01/2019, đến 01/02/2019: Lộc Hàm chính thức nhận được danh hiệu "Sứ giả quỷ đỏ của Manchester United" ngay tại nhà hát của những giấc mơ - sân vận động Old Trafford ở thành phố Manchester. Năm này Lộc Hàm tập trung chủ yếu thời gian trong đoàn phim để quay hai dự án phim "Vượt Qua Hỏa Tuyến" và "Kiếp Nạn Khó Tránh", đồng thời quảng bá cho bộ phim điện ảnh Nhất phiên đầu tiên của anh là "Pháo Đài Thượng Hải" (Movie đạt tổng doanh thu 124 triệu NDT)
Năm 2020, Lộc Hàm gây bất ngờ khi có bước đột phá lớn trong sự nghiệp diễn xuất với vai diễn Tiêu Phong trong Webdrama "Vượt Qua Hỏa Tuyến", Lộc Hàm được đánh giá hoàn thành xuất sắc vai diễn này, và anh nhận được nhiều sự công nhận hơn của công chúng trong vai trò một diễn viên. "Vượt Qua Hỏa Tuyến" đạt 8.1 điểm trên Douban với hơn 100 ngàn lượt đánh giá. Cũng là tác phẩm được đánh giá tốt nhất của Lộc Hàm từ trước đến này. Phim nhận được danh hiệu "Phim truyền hình sức sống thanh xuân" tại "Lễ Trao Giải Phổ Biến" Số Liệu Nhật Báo Nhân Dân lần thứ 2, đồng thời lọt TOP 10 phim xuất sắc nhất tại giải Kim Cốt Đóa 2020. Cùng trong năm 2020, bộ Webdrama "Kiếp Nạn Khó Tránh" cũng được phát sóng độc quyền trên iQIYI, trong tác phẩm này Lộc Hàm đã thể hiện được một khía cạnh khác của mình khi lần đầu thủ vai phản diện. Lộc Hàm trong phim được đánh giá tốt về kỹ năng chuyên môn cũng như thái độ đầu tư cho vai diễn, anh nhận được không ít lời khen có cánh từ các tiền bối cùng hợp tác. "Kiếp Nạn Khó Tránh" trong thời gian phát sóng đã dẫn đầu nhiều BXH trên iQIYI, phá 7200 chỉ số nhiệt độ. Là một bước ngoặc mới trên con đường trở thành một diễn viên chuyên nghiệp của Lộc Hàm. Năm 2020 Lộc Hàm phát hành tổng cộng 12 ca khúc, với 2 Album "π-volume.3" và "π-volume.4" thu phí, cả 2 đều đạt chứng nhận kim cương của QQ Music, đưa Lộc Hàm trở thành nghệ sĩ đầu tiên của Trung Quốc có doanh thu nhạc số phá 100 triệu NDT đồng thời là ca sĩ đầu tiên và duy nhất có 11 đĩa đơn đạt chứng nhận kim cương trên nền tảng QQ Music. Năm 2020 Lộc Hàm cũng chính thức trở thành người đại diện thương hiệu của hãng thời trang danh tiếng Gucci. Lộc Hàm xác thực hợp tác thêm 7 thương hiệu và xuất hiện trên 6 bìa tạp chí lớn, có 1 bìa tạp chí quốc tế (Harper's BAZAAR Japan, 2 bìa ngũ đại, 2 bìa nhị tiểu).
Năm 2021, Lộc Hàm khởi đầu môt năm 2021 bằng việc phát hành Album vật lý thứ ta mang tên <π>, đây là Album đầu tiên được thiết kế bằng đĩa mềm kèm USB, Album phát hành với 2 phiên bản giới hạn 30.000 bản và bản thường. Phiên bản giới hạn khi mở bán đã nhanh chóng sold out chỉ trong vài giây, tính đến nay lượng tiêu thụ hơn 60.000 bản. 
Đồng thời Lộc Hàm đã phát hành single mới "Gone with the wind" về chủ đề ngày xuân vào ngày 17/4/2021, trước thềm sinh nhật 31 tuổi của anh. Một bài hát nhẹ nhàng những cũng không kém phần sâu lắng và da diết, dường như đó chính là nỗi lòng của ảnh. Mong muốn làm cơn gió tự do tự tại, muốn bay đến những vùng trời mới nhưng cũng muốn thổi về chốn cũ bình yên. Năm 2021 là một năm khá trầm lắng của Lộc Hàm, ngoài việc phát hành single cá nhân "Gone With The Wind", Lộc Hàm cũng hát nhạc phim cho Anime "Thiên Quan Tứ Phúc" - ca khúc "Liên Thành Từ". Trong cùng năm Liên Thành Từ cũng chính thức vượt 1 triệu lượt lưu trữ trên QQ Music. Cùng với Slow Motion, Lộc Hàm có 16 ca khúc vượt triệu tim. Bên cạnh đó Lộc Hàm cũng tham gia một số sự kiện của các thương hiệu đại diện như Gucci, AP, Boucheron,...Năm 2021 Lộc Hàm có thêm 5 đại ngôn mới bao gồm: Tide, Curél, RE:CIPE, Boucheron, Vetreska. Trong đó Boucheron cũng là đại ngôn xa xỉ thứ 3 của Lộc Hàm và anh trở thành đại diện nam đầu tiên của hãng trên thế giới. Lộc Hàm cũng xuất hiện trên 4 bìa tạp chí lớn, lần đầu mở khóa tạp chí "I-D", lần thứ 2 lên bìa ngũ đại nam ELLEMEN, lên song bìa Kim Cửu tạp chí L'OFFICIEL số kỷ niệm 100 năm ra mắt và song bìa Kim Cửu tạp chí GRAZIA. Lộc Hàm cũng gây bất ngờ khi xuất hiện trong MV ca khúc "Missing You" của ca sĩ Đặng Tử Kỳ G.E.M theo lời mời của nữ ca sĩ. 
Show tạp kỹ HaHaHaHaHa mùa 2 của Lộc Hàm ra mắt vào 15/11/2021, Lộc Hàm và những người anh em tiếp tục chuyến hành trình thú vị ngập tràn tiếng cười. Show 5Ha mùa 2 cũng xếp Top 7 show ăn khách nhất tại Đại lục. 
Khép lại một năm 2021, Lộc Hàm xuất hiện trong Livestream đêm giao thừa tiết lộ thêm nhiều dự định mới trong năm 2022, như phát hành ca khúc mới cùng với thử nghiệm nhiều phong cách mới, mini concert....
Năm 2022,  Lộc Hàm lần thứ 3 liên tục trong 3 năm lên bìa ngũ đại nam ELLEMEN vào tháng sinh nhật. Phát hành vlog "One Day" ghi lại cuộc sống hàng ngày của anh, giới thiệu bạn bè của anh đến với Lufan.Lộc Hàm phát hành single đầu tiên trong năm 2022 "Slow ride" vào nngày12/04/2022. Trở thành người đại diện mới của thương hiệu thức uống giải khát Minute Maid. Tháng 4/2022 Lộc Hàm cũng chính thức kết thúc hợp đồng độc quyền với SM Entertaiment. 

## Đời tư
Ngày 8 tháng 10 năm 2017, Lộc Hàm đăng weibo và tag tên công khai bạn gái của anh chính là nữ diễn viên Quan Hiểu Đồng. 

## Các vụ kiện pháp lý
- 10/10/2014, Lộc Hàm đệ đơn chống lại SM Entertaiment để vô hiệu hóa hợp đồng của mình. Theo đó, anh không hài lòng với thời hạn của hợp đồng, cách xử lý của công ty, phân chia lợi nhuận không công bằng và nhiều lý do khác. Đôi bên đã nhiều lần hòa giải nhưng không thành công.
- 21/07/2016, Ngô Diệc Phàm và Lộc Hàm đã chính thức hòa giải với công ty chủ quản. Sau phán quyết của Tòa án, hai thần tượng sẽ tiếp tục hoạt động dưới sự quản lý của SM đồng thời phải phân chia thu nhập với công ty theo hợp đồng cũ đến hết năm 2022. Tuy nhiên, cả hai sẽ không quảng bá với tư cách là thành viên của EXO mà chỉ hoạt động solo.
- 15/10/2019, Tòa án nhân dân Quận Triều Dương, Bắc Kinh công bố Lộc Hàm thắng kiện trong vụ kiện nhằm bác bỏ những tin tức giả mạo bịa đặt của công ty truyền thông Gaifan (Bắc Kinh) bao gồm như: Lộc Hàm ẩn hôn, được bao nuôi, phẫu thuật thẩm mỹ, sao tác, đời tư hỗn loạn, v..v. Tòa án buộc bị cáo phải công khai xin lỗi và bồi thường phí thiệt hại về tinh thần và kinh tế cho Lộc Hàm. 

## Âm nhạc

### Nhạc phim
| Năm  | Tựa bài hát                           | Chú thích                                                   |
| ---- | ------------------------------------- | ----------------------------------------------------------- |
| 2014 | Our Tomorrow                          | Nhạc phim "Trở lại tuổi 20"                                 |
| 2015 | Tian Mi Mi                            | Nhạc phim "Điềm mật mật"                                    |
| 2015 | Mời bạn đến Trường Thành trượt tuyết  | Nhạc cổ vũ Thế vận hội mùa đông Olimpic Bắc Kinh 2022       |
| 2015 | Huân Chương                           | Nhạc phim "Tôi là nhân chứng"                               |
| 2016 | Deep                                  | Nhạc tuyên truyền phim "Kung Fu Panda 3"                    |
| 2016 | The Inner Force                       | Nhạc tuyên truyền phim "Star Wars: The Force Awakens"       |
| 2016 | Let Me Stay By Your Side              | Nhạc phim "Người lái đò"                                    |
| 2017 | Trái tim cuồng nhiệt theo đuổi ước mơ | Nhạc phim "Thợ săn bầu trời"                                |
| 2019 | Ngày Tận Thế                          | Nhạc phim "Pháo Đài Thượng Hải"                             |
| 2020 | Vùng Đất Ước Mơ                       | Nhạc phim "Vượt Qua Hỏa Tuyến"                              |
| 2020 | Kịch Trung Nhân/ Imitation            | Nhạc phim "Kiếp Nạn Khó Tránh"                              |
| 2021 | Liên Thành Từ                         | Nhạc phim hoạt hình " Thiên Quan Tứ Phúc"                   |
| 2023 | Con đường vinh quang                  | Nhạc phim "Bóng Bàn Trung Quốc"                             |
| 2023 | Crossing the Univers                  | Nhạc tuyên truyền Movie Spider-Man: Across the Spider-Verse |

### Album/Single
| Năm                                       | Album/Single                              | Tựa bài hát | Doanh thu nhạc số |
| ----------------------------------------- | ----------------------------------------- | --- | ----------------- |
| 14/09/2015                                | Reloaded I                                | That good good Adventure Time Your Song Football Gang Medals Promises                                                                                                  | 30.533.360 NDT    |
| 1/12/2015                                 | Reloaded II                               | Lu Deep The Inner Force | 30.533.360 NDT    |
| 16/2/2016                                 | Reloaded +                                | Excited | 30.533.360 NDT    |
| 21/10/2016                                | Xperience                                 | Catch me when I fall | 40.486.160 NDT    |
| 27/12/2016                                | Xplore                                    | Skin to skin Winter song | 40.486.160 NDT    |
| 21/2/2017                                 | Venture                                   | What if I said Roleplay | 40.486.160 NDT    |
| 20/04/2017                                | Imagination                               | On Call Say it | 40.486.160 NDT    |
| 27/6/2017                                 | I                                         | Set It Off On Fire | 40.486.160 NDT    |
| 20/9/2017                                 | XXVII+                                    | Like a dream (Nhịp tim) On call (remix) Winter Song (remix) Skin to skin (remix) What if i said (remix) Catch me when i fall (remix) Set it off (remix) Say it (remix) | 40.486.160 NDT    |
| 17/4/2019                                 | π-volume.1                                | Imitation (剧中人） Nature （体会） | 42.186.601 NDT    |
| 30/8/2019                                 | π-volume.2                                | Walking on the moon Your love | 42.186.601 NDT    |
| 27/5/2020                                 | π-volume.3                                | Chầm chậm（慢慢） Coffee（80s Remix） | 42.186.601 NDT    |
| 23/10/2020                                | π-volume.4                                | True Colour (原色) Don't bother (别来烦我) Sensitive AM (敏感) Sensitive PM (敏感)                                                                                     | 42.186.601 NDT    |
| 17/04/2021                                | Gone with the wind                        | Gone with the wind (风吹过) | 5.982.780 NDT     |
| 12/04/2022                                | Slow Ride                                 | Slow Ride | 2.387.964 NDT     |
| 7/11/2022                                 | Keep Me Alive                             | Keep Me Alive |                   |
| Tổng doanh thu (Cập nhật ngày 09/06/2022) | Tổng doanh thu (Cập nhật ngày 09/06/2022) | Tổng doanh thu (Cập nhật ngày 09/06/2022) | 133.955.564 NDT   |

### Concert
|                                | Trạm lưu diễn                                            | Lượt khán giả |
| ------------------------------ | -------------------------------------------------------- | ------------- |
| Tour Concert <Reloaded> (2016) | Bắc Kinh (26/03), Quảng Châu (02/04), Thượng Hải (09/04) | 30.000 lượt   |
| Tour Concert <RE:X> (2018)     | Bắc Kinh (06/10), Hàng Châu (13/10), Thâm Quyến (09/11)  | 134.000 lượt  |
| Tour Concert <π Day> (2021)    | Trùng Khánh, Quảng Châu (Tạm hủy do tình hình dịch bệnh) |               |
| Tour Concert <π Day> (2023)    | Bắc Kinh, Quảng Châu, Thượng Hải, Trùng Khánh            |               |

## Phim ảnh

### Truyền hình
| Năm  | Tựa đề phim                             | Vai diễn         | Vai trò                | Bạn diễn                     | Kênh phát sóng | Ghi chú  | Lượt view      |
| ---- | --------------------------------------- | ---------------- | ---------------------- | ---------------------------- | -------------- | -------- | -------------- |
| 2017 | Trạch Thiên Ký (Fighter Of The Destiny) | Trần Trường Sinh | Nam chính (Nhất phiên) | Cổ Lực Na Trát               | Hồ Nam TV      |          | 30,22 tỷ       |
| 2018 | Điềm Mật Bạo Kích (Sweet Combat)        | Minh Thiên       | Nam chính (Nhất phiên) | Quan Hiểu Đồng               | Hồ Nam TV      |          | 8,14 tỷ        |
| 2020 | Vượt Qua Hoả Tuyến (Crossfire)          | Tiêu Phong       | Nam chính (Nhất phiên) | Ngô Lỗi                      | Tencent Video  | Webdrama | 1,9 tỷ         |
| 2020 | Kiếp Nạn Khó Tránh (Sisyphus)           | Triệu Bân Bân    | Nam thứ (Nhị phiên)    | Vương Thiên Nguyên, Kiều Hân | iQIYI          | Webdrama | Không hiển thị |

### Điện ảnh
| Năm  | Tựa đề phim                             | Vai diễn       | Vai trò   | Bạn diễn                                      | Đạo diễn        | Doanh thu phòng vé   |
| ---- | --------------------------------------- | -------------- | --------- | --------------------------------------------- | --------------- | -------------------- |
| 2015 | Back To 20 - Trở Lại Tuổi 20            | Hạng Tiền Tiến | Nam chính | Dương Tử San, Trần Bách Lâm, Quy Á Lôi        | Trần Chính Đạo  | 364 triệu NDT        |
| 2015 | 12 Golden Ducks - Thập Nhị Kim Áp       | Lộc Hàm        | Khách mời |                                               | Trần Khải Quang | Không tính thực tích |
| 2015 | The Witness - Tôi Là Nhân Chứng         | Lâm Xung       | Nam chính | Dương Mịch, Chu Á Văn                         | An Thượng Huân  | 215 triệu NDT        |
| 2016 | Time Raiders - Đạo Mộ Bút Kí            | Ngô Tà         | Nam chính | Mã Tư Thuần, Tỉnh Bách Nhiên, Vương Cảnh Xuân | Lý Nhân Cảng    | 1,004 tỷ NDT         |
| 2016 | The Great Wall - Tử Chiến Trường Thành  | Bành Dũng      | Nam phụ   |                                               | Trương Nghệ Mưu | Không tính thực tích |
| 2016 | See You Tomorrow - Người Lái Đò         | Mã Lực         | Khách mời |                                               | Trương Gia Giai | Không tính thực tích |
| 2019 | Shanghai Fortress - Pháo Đài Thượng Hải | Giang Dương    | Nam chính | Thư Kỳ                                        | Đằng Hoa Đào    | 124 triệu NDT        |

## Chương trình truyền hình
| Năm phát sóng | Chương trình                                          | Vai trò                 | Thành viên/Khách mời khác | Ghi chú                                | Kênh phát sóng       |
| ------------- | ----------------------------------------------------- | ----------------------- | --- | -------------------------------------- | -------------------- |
| 2015 - 2018   | Running Brothers Season 3,4,5,6                       | Thành viên chính thức   | Đặng Siêu, Angelababy, Lý Thần, Trịnh Khải, Vương Tổ Lam, Trần Hách, Địch Lệ Nhiệt Ba (mùa 5)                                 |                                        | Chiết Giang          |
| 2015          | Happy Camp                                            | Khách mời               | Dương Mịch, Chu Á Văn, Lưu Nhuệ Lân                                                                                           | Tuyên truyền movie 'Tôi Là Nhân Chứng' |                      |
| 2015          | Tencent interview                                     | Khách mời               | Dương Tử San, Trần Chính Đạo                                                                                                  | Tuyên truyền movie 'Trở về tuổi 20'    |                      |
| 2015          | Real Hero - Chân Tâm Anh Hùng                         | Khách mời               | Tạ Na, Dĩnh Nhi | Tập 10                                 |                      |
| 2015          | Big Shot                                              | Khách mời               | Dương Mịch |                                        |                      |
| 2015          | Star Talk Show                                        | Khách mời               | Dương Mịch, Chu Á Văn |                                        |                      |
| 2015          | China Film Report                                     | Khách mời               | Chu Á Văn |                                        |                      |
| 2015          | Bazaar Show                                           | Khách mời               | |                                        |                      |
| 2016          | Back To School Season 2 - Tôi Đi Học Đây Mùa 2        | Thành viên chính        | Đại Trương Vỹ, Trần Gia Hoa (Ella), Trương Đan Phong, Lưu Mẫn Đào, Tiết Chí Khiêm, Phan Vỹ Bá, Trương Huệ Văn                 |                                        | Chiết Giang          |
| 2016          | Hello, is it Luhan - Xin Chào, Tôi Là Lộc Hàm         | Thành viên chính        | | Show cá nhân                           |                      |
| 2017          | Date Super Star Season 2 - Hẹn Hò Đại Minh Tinh Mùa 2 | Thành viên chính        | Lý Thần, Ứng Thể Nhi, Kiều Hân                                                                                                | Tham gia từ tập 3                      | Tencent Video        |
| 2017          | Happy Camp                                            | Khách mời               | Cổ Lực Na Trát, Trần Sổ, Tằng Thuấn Hy (dàn dv Trạch Thiên Ký); Trương Nhược Quân, Mã Tư Thuần, Dương Địch (dàn dv Hoa Tỷ Đệ) | Tuyên truyền phim 'Trạch Thiên Ký'     |                      |
| 2017          | Eat Well - Cùng Ăn Cơm Nào                            | Khách mời               | Cao Hãn Vũ | Tập 1                                  |                      |
| 2018          | Hot Blood Dance Crew - Vũ Đoàn Nhiệt Huyết            | Người triệu tập         | Tống Thiến (Victoria), Trần Vỹ Đình, Vương Gia Nhĩ (Jackson Wang)                                                             |                                        | iQIYI                |
| 2018          | Sing Out - Đây Chính Là Hát Đối                       | Người phát động hát cặp | La Chí Tường, Lý Vinh Hạo, Dương Thừa Lâm                                                                                     | Tham gia đến tập 5                     | Youku                |
| 2018          | Sing Out - Đây Chính Là Hát Đối                       | Người phát động hát cặp | La Chí Tường, Lý Vinh Hạo, Dương Thừa Lâm                                                                                     | Tham gia đến tập 5                     |                      |
| 2019          | Hướng Về Cuộc Sống Mùa 3                              | Khách mời               | Trần Hách, Đằng Hoa Đào | Tập 11, 12                             | Hồ Nam               |
| 2019          | Bảo Tàng Quốc Gia (Mùa 2)                             | Khách mời               | |                                        | CCTV                 |
| 2020          | Sáng Tạo Doanh 2020                                   | Huấn luyện viên         | Tống Thiến (Victoria), Mao Bất Dịch, Hoàng Tử Thao, Đại Trương Vỹ                                                             |                                        | Tencent Video        |
| 2020          | HaHaHaHaHa                                            | Thành viên chính        | Đặng Siêu, Trần Hách |                                        | Tencent iQIYI        |
| 2021          | HaHaHaHaHa mùa 2                                      | Thành viên chính        | Đặng Siêu, Trần Hách |                                        | Tencent iQIYI        |
| 2022 -2023    | Vlog One Day                                          | Vlog cá nhân            | Lộc Hàm và những người bạn | Show cá nhân                           | YouTube LuHan Studio |
| 2022 -2023    | HaHaHaHaHa mùa 3                                      | Thành viên chính        | Đặng Siêu, Trần Hách |                                        | Tencent iQIYI        |

## Giải thưởng và đề cử

### Cá nhân
| Năm  | Giải thưởng                                          | Hạng mục                                                                       | Vai - Tác phẩm                                | Kết quả   |
| ---- | ---------------------------------------------------- | ------------------------------------------------------------------------------ | --------------------------------------------- | --------- |
| 2014 | 2014 Tudou Young Choice Awards                       | Nghệ sĩ của năm                                                                |                                               | Đoạt giải |
| 2014 | Đại hội Baidu Moments 2014                           | Ngôi sao nam danh giá nhất                                                     |                                               | Đoạt giải |
| 2014 | Đêm hội iQiyi 2015                                   | Thần tượng Châu Á phổ biến                                                     |                                               | Đoạt giải |
| 2014 | 2th Baidu Fudian Awards Of China                     | Nam nghệ sĩ được yêu thích của năm                                             |                                               | Đoạt giải |
| 2014 | 2014 Baidu Fudian                                    | Ngôi sao nam nổi tiếng nhất năm                                                |                                               | Đoạt giải |
| 2015 | 2014 Baidu Recorder of History Awards                | Ông hoàng phổ biến của năm                                                     |                                               | Đoạt giải |
| 2015 | Đêm hội Weibo 2014                                   | Nam thần của năm                                                               |                                               | Đoạt giải |
| 2015 | Đêm hội Weibo 2014                                   | Weibo King                                                                     |                                               | Đoạt giải |
| 2015 | Lễ trao giải điện ảnh quốc tế Bắc Kinh khoá 5        | Tân diễn viên điện ảnh của năm                                                 | Back To 20 - Trở Lại Tuổi 20                  | Đoạt giải |
| 2015 | Lễ trao giải điện ảnh sinh viên Quảng Châu khoá 12   | Nam diễn viên được yêu thích nhất                                              | Back To 20 - Trở Lại Tuổi 20                  | Đoạt giải |
| 2015 | Lễ trao giải điện ảnh sinh viên Bắc Kinh khoá 22     | Nam diễn viên được yêu thích nhất                                              | Back To 20 - Trở Lại Tuổi 20                  | Đoạt giải |
| 2015 | Lễ trao giải điện ảnh sinh viên Bắc Kinh khoá 22     | Nam diễn viên mới xuất sắc                                                     | Back To 20 - Trở Lại Tuổi 20                  | Đoạt giải |
| 2015 | Lễ trao giải điện ảnh quốc tế Thượng Hải khoá 18     | Nam diễn viên mới xuất sắc nhất                                                | Back To 20 - Trở Lại Tuổi 20                  | Đoạt giải |
| 2015 | GQ Men of the Year Awards                            | Thần tượng mới của Châu Á                                                      |                                               | Đoạt giải |
| 2015 | Bảng quyền lực ngôi sao                              | Ca sĩ có sức ảnh hưởng nhất năm                                                |                                               | Đoạt giải |
| 2016 | QQ Music Award 2016                                  | Album nhạc số bán chạy nhất                                                    | Reloaded                                      | Đoạt giải |
| 2016 | QQ Music Award 2016                                  | Nam ca sĩ nội địa xuất sắc nhất năm                                            |                                               | Đoạt giải |
| 2016 | Power Star Chart 2015                                | Nam ca sĩ có sức ảnh hưởng lớn nhất                                            |                                               | Đoạt giải |
| 2016 | 6th Music Radio Global Chinese Golden Chart          | Nghệ sĩ toàn năng của năm                                                      |                                               | Đoạt giải |
| 2016 | 6th Music Radio Global Chinese Golden Chart          | Album được truyền thông đề cử nhiều nhất năm                                   | Reloaded                                      | Đoạt giải |
| 2016 | 6th Music Radio Global Chinese Golden Chart          | Kim khúc của năm                                                               | Medals                                        | Đoạt giải |
| 2016 | 4th Vchart Awards                                    | Nam ca sĩ xuất sắc nhất năm                                                    |                                               | Đoạt giải |
| 2016 | 4th Vchart Awards                                    | Album của năm                                                                  | Reloaded                                      | Đoạt giải |
| 2016 | Giải Hoa Đỉnh                                        | Diễn viên mới xuất sắc nhất                                                    |                                               | Đoạt giải |
| 2016 | Weibo Fan Festival                                   | Ngôi sao được tìm kiếm nhiều nhất năm                                          |                                               | Đoạt giải |
| 2016 | Weibo Fan Festival                                   | Ngôi sao được đề cập nhiều nhất năm                                            |                                               | Đoạt giải |
| 2016 | Person of the Year Awards 2016                       | Nghệ sĩ có ảnh hưởng nhất năm                                                  |                                               | Đoạt giải |
| 2016 | iQiyi All-Star Carnival 2016                         | Nghệ sĩ châu Á toàn năng                                                       |                                               | Đoạt giải |
| 2016 | China Newsweek                                       | Nhân vật ảnh hưởng của năm                                                     |                                               | Đoạt giải |
| 2016 | Chứng nhận của hiệp hội ngành đĩa hát quốc tế IFPI   | Ca sĩ nội địa đầu tiên đạt Đĩa Bạch Kim                                        | Reloaded                                      | Đoạt giải |
| 2016 | MUSICRADIO (2016)                                    | Nghệ sĩ toàn năng của năm                                                      |                                               | Đoạt giải |
| 2016 | Bảng quyền lực ngôi sao                              | Ca sĩ có sức ảnh hưởng nhất năm                                                |                                               | Đoạt giải |
| 2016 | Bảng âm nhạc thịnh hành toàn cầu                     | Nghệ sĩ toàn năng của năm                                                      |                                               | Đoạt giải |
| 2016 | Lễ trao giải Music Radio âm nhạc phổ biến toàn cầu   | Album được truyền thông giới thiệu nhiều nhất trong năm; Bài hát của năm       |                                               |           |
| 2016 | Lễ trao giải Bảng xếp hạng Yinyuetai V               | Nam ca sĩ xuất sắc nhất; Album của năm; Đĩa nhạc bạch kim đầu tiên trong nước. |                                               |           |
| 2016 | Tinh Quang Đại Thưởng                                | Nghệ sĩ toàn năng châu Á                                                       |                                               |           |
| 2016 | Lễ trao giải điện ảnh Weibo 2016                     | Movie                                                                          |                                               | Đề cử     |
| 2016 | Lễ trao giải điện ảnh Weibo 2016                     | Filmmaker                                                                      |                                               | Đề cử     |
| 2016 | Lễ trao giải điện ảnh Weibo 2016                     | Weibo King                                                                     |                                               | Đề cử     |
| 2016 | Golden Flag Awards 2016                              | Giải thưởng truyền thông cho thương hiệu của Lenovo                            |                                               | Đoạt giải |
| 2016 | Golden Flag Awards 2016                              | Giải thưởng truyền thông cho thương hiệu của Cartier                           |                                               | Đoạt giải |
| 2017 | Power Star Chart 2016                                | Ca sĩ có sức ảnh hưởng nhất                                                    |                                               | Đoạt giải |
| 2017 | Fresh Asia Music                                     | MV xuất sắc nhất của năm                                                       | Skin To Skin                                  | Đoạt giải |
| 2017 | Fresh Asia Music                                     | Thập đại kim khúc của năm                                                      | Winter Song, What If I Said, On Call          | Đoạt giải |
| 2017 | Bảng quyền lực ngôi sao                              | Ca sĩ có sức ảnh hưởng nhất năm                                                |                                               | Đoạt giải |
| 2017 | Weibo Fan Festival                                   | Topic có sức ảnh hưởng nhất năm                                                |                                               | Đoạt giải |
| 2017 | Baidu Moments                                        | Nghệ sĩ nam có giá trị thương mại nhất của năm                                 |                                               | Đoạt giải |
| 2017 | Asian Influence Awards 2017                          | Nghệ sĩ toàn năng có ảnh hưởng nhất châu Á                                     |                                               | Đoạt giải |
| 2017 | Kim khúc châu Á 2017                                 | Đĩa nhạc nội địa của năm                                                       | XXVII                                         | Đoạt giải |
| 2017 | Kugou Music                                          | All-round Artist of the Year                                                   |                                               | Đoạt giải |
| 2017 | Lễ hội truyền hình sinh viên đại học Trung Quốc 2017 | Nam diễn viên phim truyền hình được yêu thích                                  |                                               | Đề cử     |
| 2018 | Weibo Fan Festival                                   | Ngôi sao được tìm kiếm của năm                                                 |                                               | Đoạt giải |
| 2018 | Power Star Chart 2017                                | Ca sĩ ảnh hưởng của năm                                                        |                                               | Đoạt giải |
| 2018 | Power Star Chart 2017                                | Ngôi sao phổ biến thường niên                                                  |                                               | Đoạt giải |
| 2018 | Đêm Hội Gào Thét iQiyi 2019                          | Nghệ sĩ toàn năng Châu Á                                                       |                                               | Đoạt giải |
| 2018 | Liên hoan Phim điện ảnh Trường Xuân lần 14           | Đại sứ kế thừa và tiếp nối                                                     |                                               | Đoạt giải |
| 2018 | Kugou Music                                          | Album nhạc bán chạy nhất năm                                                   | Eplore                                        | Đoạt giải |
| 2018 | Đêm hội Weibo 2017                                   | Top 10 minh tinh có ảnh hưởng nhất mảng từ thiện                               |                                               | Đoạt giải |
| 2018 | Giải thưởng âm nhạc AbiLu 2018                       | Đơn khúc thịnh hành được yêu thích nhất năm.                                   |                                               |           |
| 2018 | BXH ca khúc douban của năm 2018                      | EP đơn khúc điểm cao của năm                                                   |                                               |           |
| 2019 | 2019 SPIA                                            | Chiến dịch tiếp thị có ảnh hưởng xuất sắc nhất năm                             | Dự án "Manchester United Red Devil Messenger" | Giải đồng |
| 2019 | Tinh Quang Đại Thưởng                                | Nghệ sĩ toàn năng của năm                                                      |                                               | Đoạt giải |
| 2019 | Đêm hội điện ảnh Weibo 2019                          | Nam diễn viên trẻ được mong đợi nhất                                           |                                               | Đoạt giải |
| 2019 | Abilu Music Awards lần thứ 8                         | The Most Popular Pop Single                                                    | The Moment                                    | Đoạt giải |
| 2020 | Tạp chí Nam Đô 2020                                  | Top 10 nhân vật của năm                                                        |                                               | Đoạt giải |
| 2020 | Kim khúc châu Á 2020                                 | Nghệ sĩ Dance Music xuất sắc nhất năm                                          |                                               | Đoạt giải |
| 2020 | Phượng Hoàng Giải Trí 2020                           | Nam nghệ sĩ nhân khí của năm                                                   |                                               | Đoạt giải |
| 2020 | Đầu Điều Thịnh Điển 2020                             | Ca sĩ có sức ảnh hưởng nhất và nghệ sĩ được yêu thích nhất                     |                                               | Đoạt giải |
| 2021 | Đêm Hội điện ảnh Weibo 2020                          | Ca sĩ sáng tác phong vân của năm                                               |                                               | Đoạt giải |
| 2021 | BXH âm nhạc của Tencent nửa đầu năm 2021             | "Gone with the wind" đạt Top 10 đĩa đơn nhạc số                                |                                               | Đoạt giải |
| 2021 | BXH âm nhạc của Tencent nửa đầu năm 2021             | "Liên Thành Từ" Top 10 Ca Khúc Quốc Phong và Top 10 nhạc phim nhiều tập        |                                               | Đoạt giải |

### Forbes China Celebrity 100
| Năm  | Hạng | Ref.   |
| ---- | ---- | ------ |
| 2015 | 37   | [ 8 ]  |
| 2017 | 2    | [ 9 ]  |
| 2019 | 13   | [ 10 ] |
| 2020 | 15   | [ 11 ] |

### Fans
| Năm  | Giải thưởng        | Hạng mục                                                                    | Kết quả   |
| ---- | ------------------ | --------------------------------------------------------------------------- | --------- |
| 2015 | Đêm hội Weibo 2014 | The Best Fandom                                                             | Đoạt giải |
| 2015 | Baidu Star Tiebar  | The Most Powerful Bar                                                       | Đoạt giải |
| 2016 | Weibo Fan Festival | Đoàn đội ủng hộ xuất sắc nhất của ngôi sao chủ đề hot                       | Đoạt giải |
| 2016 | Baidu Star Tiebar  | The Most Powerful Bar                                                       | Đoạt giải |
| 2017 | Weibo Fan Festival | Gian hàng ấn tượng nhất                                                     | Đoạt giải |
| 2017 | Weibo Fan Festival | Fans sáng chói thiên hà                                                     | Đoạt giải |
| 2020 | SuperStar on Weibo | Top 10 Fandom có sức ảnh hưởng nhất Weibo 2020 (LuHanBar)                   | Đoạt giải |
| 2021 | SuperStar on Weibo | Top 10 Fandom giàu năng giàu năng lượng tích cực nhất Weibo 2021 (LuHanBar) | Đoạt giải |

## Kỷ lục thế giới Guinness
| Thời gian  | Hạng mục                                                                       | Ghi chú |
| ---------- | ------------------------------------------------------------------------------ | --- |
| 05/08/2014 | Người có số bình luận nhiều nhất trong một trạng thái đăng tải trên Sina Weibo | Bài viết có tiêu đề "That's why I love Manchester United" với hơn 13,2 triệu bình luận                                                    |
| 02/09/2015 | Người có số bình luận nhiều nhất trong một trạng thái đăng tải trên Sina Weibo | Bài viết có tiêu đề "That's why I love Manchester United" đã phá vỡ kỉ lục trước đó với 100.252.605 triệu bình luận (tính đến 02/09/2015) |
| 26/03/2016 | Số lượng người đeo gạc nai cùng lúc nhiều nhất tại một địa điểm                | Cụ thể có 1731 người tại concert RE:X trạm Bắc Kinh                                                                                       |

## Hoạt động công ích
| Năm bắt đầu | Tên dự án                 | Vai trò chính |
| ----------- | ------------------------- | --- |
| 2015        | Lộc Hàm Mùa ước nguyện    | Truyền bá góp phần thúc đẩy phát triển các giá trị văn hóa truyền thống đến thế hệ trẻ |
| 2015        | Lộc Hàm Mùa vận động      | Khuyến khích các bạn trẻ tăng cường vận động thể thao |
| 2018        | Tiết học bóng đá đầu tiên | Xây dựng các sân vận động trên khắp cả nước dành cho trẻ em, hỗ trợ phát triển bóng đá trong thanh thiếu niên |
| 2018        | Phóng vệ tinh "RE:X"      | Phục vụ mục đích giáo dục cho trẻ em trung học, đồng thời mang theo 2 triệu điều ước của Lufan (Top 10 dự án phúc lợi cộng đồng có ảnh hưởng nhất Weibo 2018) |
| 2018        | Dự án thuyền buồm         | Là một trong những chương trình từ thiện phúc lợi cộng đồng chính thức của Trung Ương và chuyên hoạt động từ thiện cho trẻ em vùng nghèo khó miền sâu. Vào ngày 23/12,《Dự Án Thuyền Buồm》vinh dự nằm trong Top 10 dự án phúc lợi cộng đồng có ảnh hưởng nhất Weibo 2018 |
| 2019        | Phòng học âm nhạc         | Xây dựng các lớp học âm nhạc, cung cấp thiết bị hỗ trợ dạy học âm nhạc cho trẻ em |
| 2023        | Tiết học bóng đá đầu tiên | Lộc Hàm quyên tặng sân bóng đá thứ 9 nhân dịp sinh nhật 33 tuổi |

## Thương hiệu hợp tác
| Tên thương hiệu   | Danh phận                             | Năm bắt đầu |
| ----------------- | ------------------------------------- | ----------- |
| Crest             | Đại diện thương hiệu                  | 2015        |
| KFC               | Đại diện thương hiệu                  | 2016        |
| ChinaMade         | Đại sứ hình ảnh công ích              | 2017        |
| Audemars Piguet   | Đại sứ thương hiệu                    | 2018        |
| Manchester United | Sứ giả quỷ đỏ                         | 2019        |
| Gucci             | Đại diện thương hiệu                  | 2020        |
| Game Crossfire    | Đại diện thương hiệu                  | 2020        |
| China Unicom      | Đối tác sáng tạo                      | 2020        |
| Xiao Yang         | Đại diện thương hiệu                  | 2020        |
| KohGenDo          | Đại diện toàn cầu dòng nước tẩy trang | 2020        |
| Curél             | Đại diện toàn cầu thương hiệu         | 2021        |
| Tide              | Đại diện thương hiệu                  | 2021        |
| RE:CIPE           | Đại diện toàn cầu dòng chống nắng     | 2021        |
| Boucheron         | Đại diện thương hiệu                  | 2021        |
| VETRESKA          | Đại diện toàn cầu thương hiệu         | 2021        |
| Minute Maid       | Đại diện thương hiệu                  | 2022        |
| GEMICE            | Đại diện thương hiệu                  | 2023        |

## Hoạt động kinh doanh cá nhân
Lộc Hàm là chủ sở hữu thương hiệu thời trang Un Garcon Charmant (gọi tắt là U.G.C) được thành lập vào năm 2017 là một thương hiệu thời thượng do Lộc Hàm và các đối tác cùng quản lý. Thương hiệu lấy cảm hứng từ trải nghiệm cuộc sống của Thế hệ Z để tạo ra phong cách Urbanwear nhẹ nhàng, thông minh và đa dạng, thể hiện quan điểm sáng tạo tùy ý "ý tưởng không ranh giới". Thương hiệu Un Garcon Charmant (gọi tắt là U.G.C) đã thường xuyên xuất hiện tại Tuần lễ thời trang Paris và Trung tâm xu hướng Châu Á Tokyo, đồng thời còn tung ra nhiều sản phẩm chất lượng hợp tác với một số thương hiệu và nhà thiết kế quốc tế xuất sắc. Gần đây, tạp chí "i-D" cũng đã trở thành đối tác của U.G.C. Đây cũng là thương hiệu Trung Quốc rất chú trọng đến cả "quốc tế hóa" và "nội địa hóa", ngoài việc khai trương Showroom đến Tuần lễ thời trang Paris, thương hiệu cũng đã tổ chức Pop-Up Tour trải dài trong và ngoài nước và đến nhiều thành phố như Tokyo, Thượng Hải và Thành Đô. Kể từ khi thành lập, thương hiệu đã cho ra đời một loạt sản phẩm hợp tác với CYDERHOUSE, WHIZLIMITED, Kazuki Kuraishi,...Trong bài phỏng vấn với tạp chí i-D phát hành đầu năm 2021, Lộc Hàm đã hé lộ mình là một trong những nhà sáng lập nên thương hiệu thời trang đã hoạt động độc lập được hơn 3 năm này.
Ngoài ra Lộc Hàm còn là chủ sở hữu của 11 công ty/phòng làm việc có trụ sở tại Trung Quốc, tham gia vào các hoạt động kinh doanh giải trí, thương mại điện tử, đầu tư tài chính,...